# Râul Coșușna
Râul Coșușna este un curs de apă, afluent al râului Bistrița în aval de lacului de acumulare Izvorul Muntelui. 

## Hărți
- Harta Munții Ceahlău  Arhivat în 28 iunie 2008, la Wayback Machine.